# Cot Bada Baroh
Cot Bada Baroh is een bestuurslaag in het regentschap Bireuen van de provincie Atjeh, Indonesië. Cot Bada Baroh telt 680 inwoners (volkstelling 2010).